# Villa Silvia
Villa Pasolini - Zanelli, più comunemente nota come Villa Silvia, è un'antica villa di Cesena. Di fondazione settecentesca, è particolarmente famosa per essere stata salotto della borghesia tra l'Ottocento e il Novecento, possedendola i conti faentini Pasolini-Zanelli e per aver ospitato personalità tra le quali Giosuè Carducci e Alessandro Bonci. La villa, adibita a casa museo, ospita il Museo Carducciano e Musicalia, il museo nazionale di strumenti musicali meccanici.
Dal 28 febbraio 2023 è inserita nel novero delle «Case e studi delle persone illustri dell'Emilia-Romagna».

## Storia
Costruita nel 1700, fu acquistata nel 1806 dai conti faentini Pasolini-Zanelli; nel 1875, dopo il matrimonio tra il Conte Giuseppe Pasolini-Zanelli e Silvia Baroni Semitecolo, la villa fu adibita a residenza estiva. Particolarmente cara a Silvia per la sua posizione privilegiata sulle colline cesenati di Lizzano, la villa divenne ritrovo dei più importanti personaggi dell'epoca che animavano l'ambiente culturale romagnolo: da Alessandro Bonci ad Antonio Messeri, da Paolo Amaducci a Francesco Balilla Pratella; e italiano: da Giosuè Carducci a Filippo de Pisis e Filippo Tommaso Marinetti.
Evento di grande rilevanza fu la visita a Villa Silvia di Alessandro Bonci, avvenuta nel 1904. Il tenore cesenate si esibì al cospetto del Carducci e della Contessa Silvia, cantando "Tre giorni son che Nina". Il successo fu tale che il poeta, commosso, scrisse una dedica a Bonci.
Certamente l'ospite più illustre resta però Giosuè Carducci, legato da una profondissima amicizia alla contessa, che qui soggiornò tra il 1897 al 1906 per ben 11 volte. La presenza del poeta, che diede gran lustro alla famiglia e all'intera città di Cesena, è confermata da un importante scambio epistolario con la contessa Silvia, e da un'ode, composta nel 1897, che doveva servire per raccogliere fondi per la ristrutturazione della Pieve di Polenta promossa dai conti.
Si dice addirittura che il Carducci desiderasse morire nella villa. Quel che è certo, è che ad accoglierlo c'era sempre una stanza preparata per lui e rimasta intatta, per volontà della contessa, fino ad oggi.
Nel 1905 la regina Margherita di Savoia avrebbe dovuto soggiornarvi per un breve periodo, ma successivamente la visita fu disdetta. Per la regina però venne realizzata una stanza, decorata a margherite e scene mitologiche, dal pittore cesenate Anselmo Gianfanti.
Nel 1920, anno della morte della contessa Silvia, ultima possidente, la villa fu donata al comune di Cesena, a patto che fosse mantenuta intatta la camera del Carducci e che l'intero complesso fosse utilizzato per fini benefici, in onore dei figli dei conti, morti giovanissimi, e di Giosuè Carducci stesso. Così avvenne: dal 1920 fino alla fine delle guerre la villa diventò un preventorio antitubercolare  e dal 1945 in poi una colonia per ragazzi meno abbienti.
Grazie agli interventi avvenuti fra il 2012 e il 2013, la Villa è stata completamente restaurata. Dal 2013 ospita il Museo Nazionale di strumenti musicali meccanici, «Musicalia», a cura dell'Associazione Musica Meccanica Italiana (AMMI), di cui Villa Silvia è sede centrale dal 2007.

## Descrizione

### Esterno
L'intero complesso di Villa Silvia è composto dalla villa, dall'ex limonaia, oggi adibita a magazzino, e dal parco che conserva, tra le altre specie, un roseto dell'Ottocento.
La villa, di impianto settecentesco, con la classica torretta nell'angolo a sud est, ha una facciata semplice, rimaneggiata in stile neoclassico: sopra tre portoni ad arco a tutto sesto ribassati, sono collocati tre balconcini in ferro battuto originali dell'epoca, a cui si accede da tre porta finestre decorate con stucchi floreali.

### Interno
All'interno, a causa dello sfruttamento della villa negli anni successivi alla morte della contessa, sono rimaste unicamente due stanze originali: la camera da letto del Carducci e la sala detta della Regina Margherita.

#### Stanza del Carducci

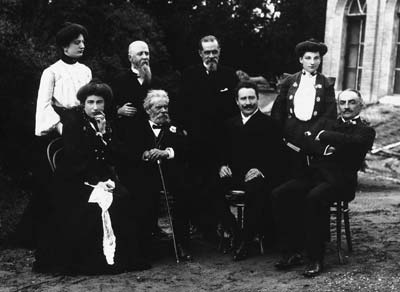
Carducci e Bonci a Villa Silvia.

La camera del Carducci è rimasta come era nel 1906, anno dell'ultima visita del poeta.
Il grande letto con materasso di lana è posto tra due comodini che conservano oggetti di uso quotidiano del poeta, tra cui spazzole, pettini e set da barba. Davanti al letto un divano, dove dormiva il fedele cameriere di Carducci, Gigi Ghermadi; ancora davanti, la scrivania del poeta, con fogli e pennini di allora, la sedia a rotelle usata dal poeta negli ultimi anni, e un armadio che contiene la finanziera usata dal poeta all'Università di Bologna dove era docente, diversi cappelli e un busto di bronzo.
Il soffitto, decorato a cassettoni con esagoni colorati, raffigura al centro la scena mitologica di Leda, tema ripreso dai pennacchi piumati.

#### Sala detta della Regina Margherita

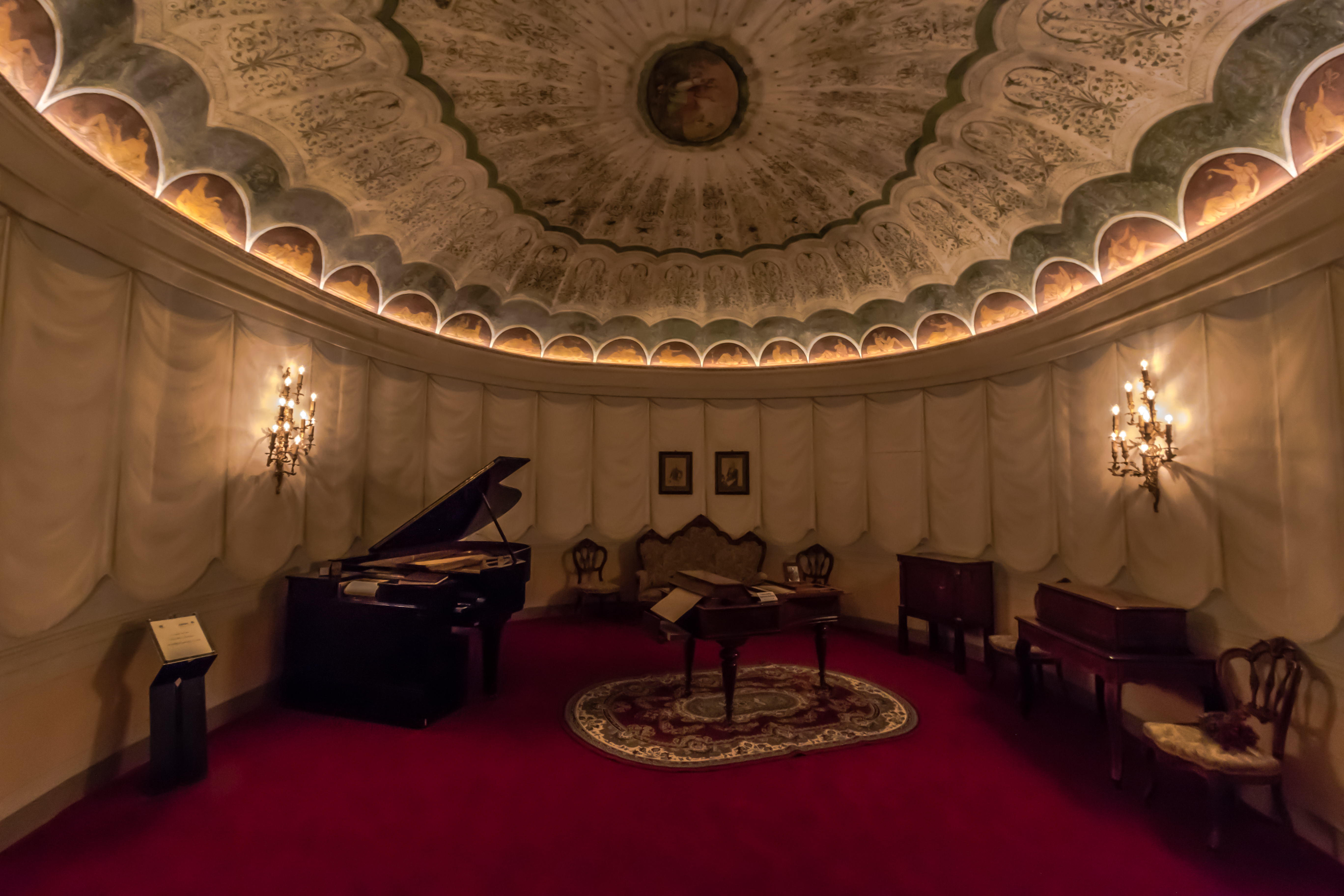
Sala della Regina Margherita

La stanza, comunemente chiamata della Regina Margherita, sebbene è ben certo che non avrebbe dovuto ospitare la regina durante la sua visita in villa, era probabilmente la biblioteca di casa; di impianto ovale, oggi rimane, di originale, solamente il soffitto, meravigliosamente ed elegantemente decorato con motivi floreali e lievi grottesche, con un motivo a velario; nelle lunette alla base del cornicione sono raffigurati personaggi mitologici, e al centro del soffitto una scena agreste con Cerere seduta su un covone di grano.

## Musei
Dalla primavera 2007 la villa è divenuta la sede operativa di AMMI (Associazione Musica Meccanica Italiana) la quale sviluppa l'attività di divulgazione, salvaguardia e restauro degli strumenti musicali meccanici. AMMI gestisce inoltre i Musei presenti all'interno di Villa Silvia, il nuovo Museo Carducciano e il Museo Musicalia, museo nazionale di strumenti musicali meccanici. Al museo, aperto nel maggio 2013, vengono effettuate visite guidate durante le quali gli antichi strumenti musicali meccanici vengono fatti ascoltare ai visitatori, perché ancora perfettamente funzionanti. Si tratta di un percorso in sale tematiche dedicato alla storia della musica meccanica, a partire dal quattrocentesco Tamburo di Leonardo da Vinci, primo esempio di strumento meccanico, passando per i salotti ottocenteschi, ricchi di bizzarri automi e pregiati carillon, scoprendo gli organi da strada utilizzati per la questua, sino a giungere alla modernità, con le prime registrazioni su rullo di cera create con i fonografi e ascoltate poi con i grammofoni funzionanti a moneta, presenti nei saloni dei grandi hotel. La visita si conclude con l'organo da fiera, attrattiva principale di feste e sagre di paese a metà Ottocento. Il Museo Musicalia organizza in collaborazione con esperti del settore, attività didattiche, insieme ad attività ludico -  didattiche extra scolastiche. Il Museo inoltre organizza numerosi concerti, in collaborazione con il Conservatorio Maderna-Lettimi di Cesena, nei quali i musicisti si esibiscono con l'accompagnamento di strumenti musicali meccanici.

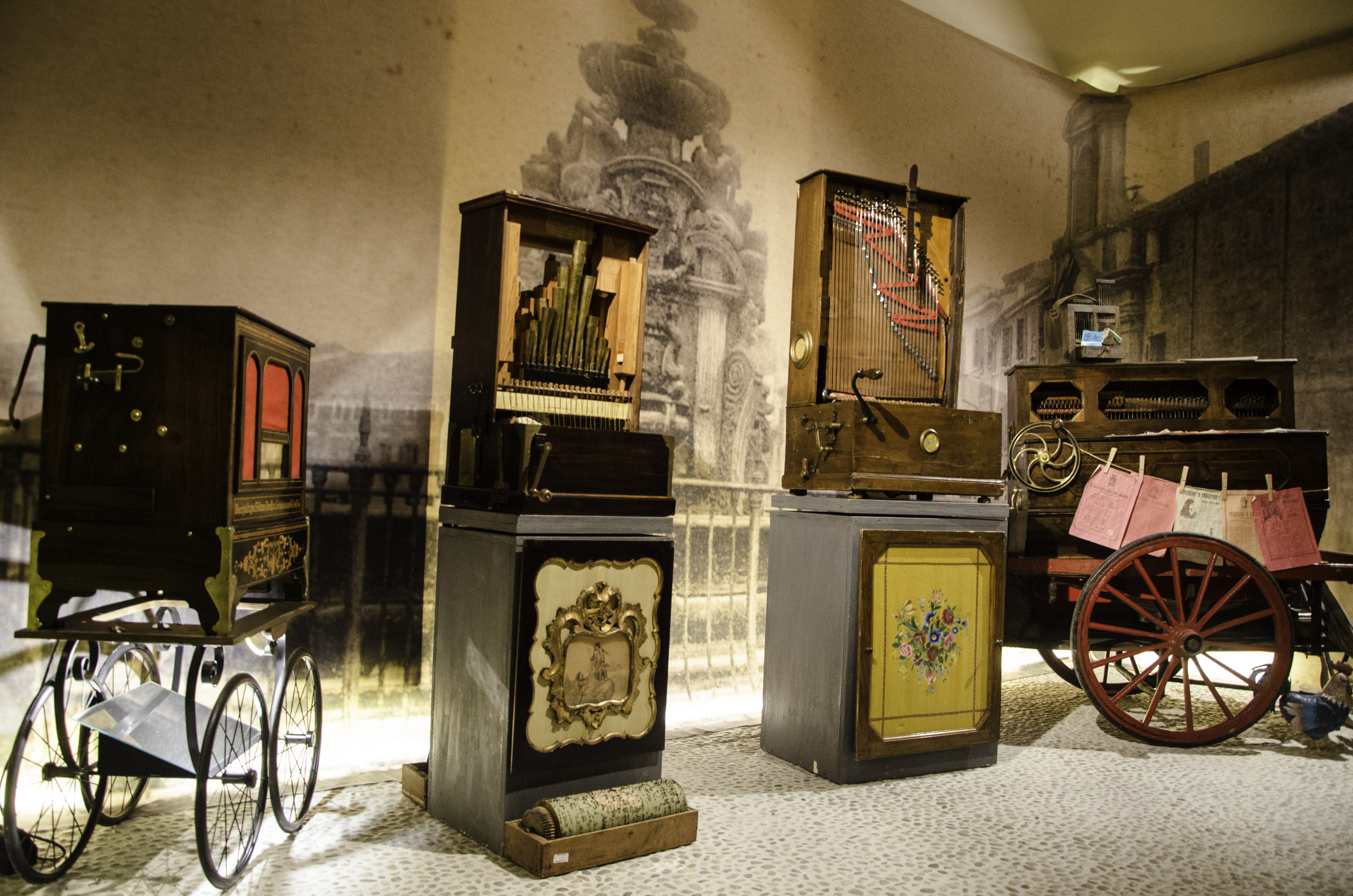
Alcuni strumenti musicali all'interno del museo